# Dème de Zárakas
Le dème de Zárakas, en grec moderne : Δήμος Ζάρακα / Dímos Záraka, est un ancien dème du district régional de Laconie, en Grèce. Depuis 2010, il est fusionné au sein du dème de Monemvasia.
Selon le recensement de 2011, la population du dème compte 1 378 habitants.